# Fernandinho
Fernando Luiz Roza, noto come Fernandinho (Londrina, 4 maggio 1985), è un calciatore brasiliano, centrocampista o difensore svincolato.

## Caratteristiche tecniche
Centrocampista centrale, molto bravo tatticamente e in fase d'impostazione del gioco, si dimostra abile e caparbio nel recuperare palloni in fase difensiva e interdizione, ma altrettanto veloce nelle ripartenze. Dispone inoltre di una buona tecnica di base e un buon tiro dalla media distanza, grazie alla sua esperienza calcistica, può arretrare il suo raggio d'azione giocando all'occorrenza anche come mediano o difensore centrale.

## Carriera

### Club

#### Atlético Paranaense e Šachtar

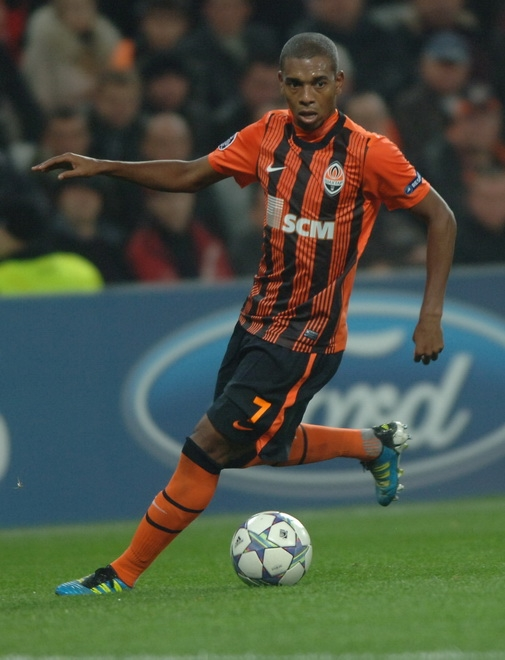
Fernandinho allo Šachtar nel 2011

Fin da piccolo gioca nelle giovanili dell'Atlético Paranaense, e nel 2002 viene schierato per la prima volta nella squadra titolare e ne farà parte fino al 2005, dove in totale disputerà 72 partite, segnando 14 gol.
Nell'estate 2005 viene acquistato dallo Šachtar, squadra ucraina, dove colleziona globalmente in otto stagioni, 284 presenze e 53 gol, conquistando una Coppa UEFA, sei Campionati Ucraini, quattro Coppe di Lega e tre Supercoppe.
Nel dicembre 2012 annuncia alla stampa ucraina il suo imminente passaggio a gennaio in una squadra della città di Manchester, senza però specificare quale.

#### Manchester City

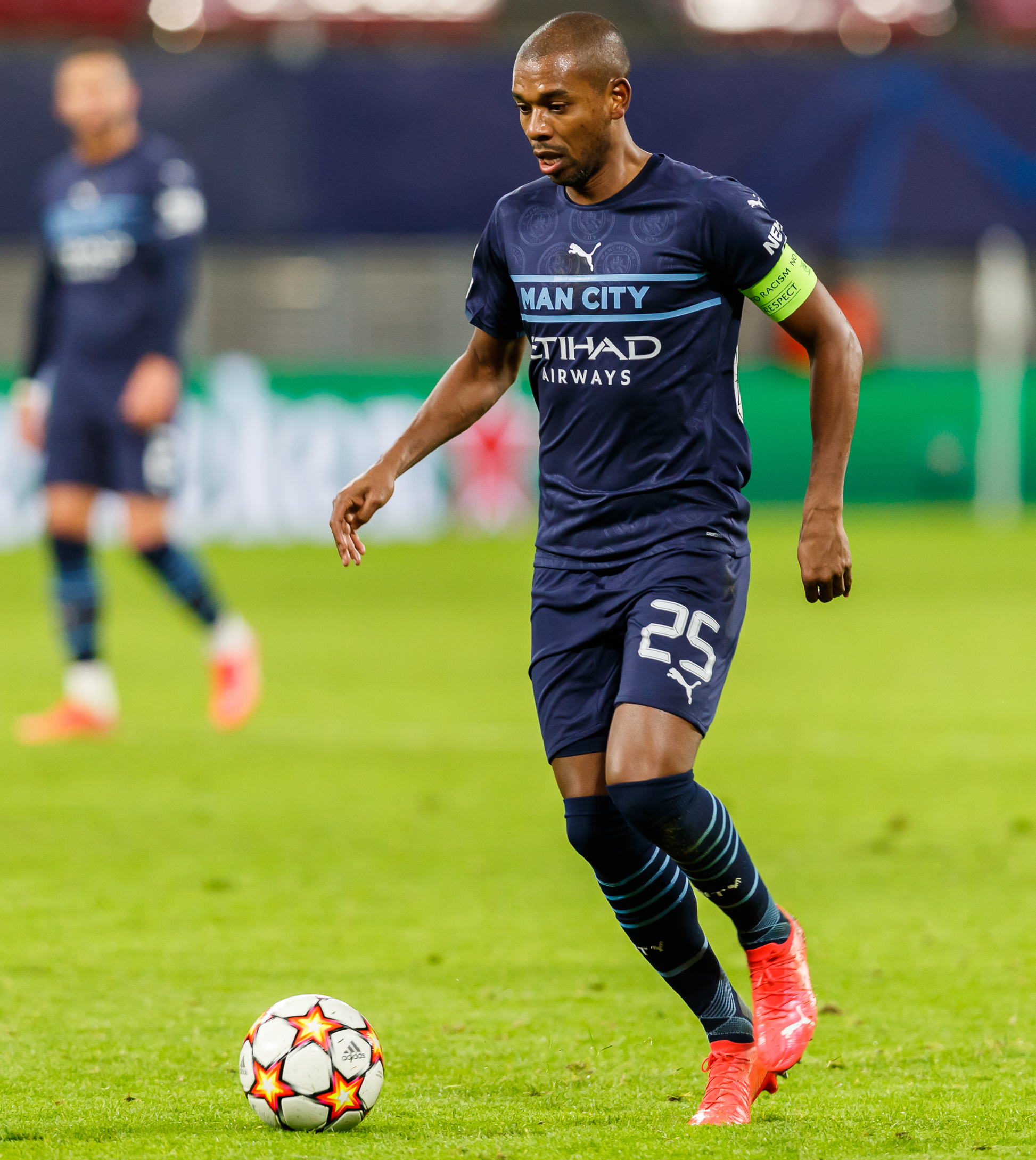
Fernandinho capitano del Manchester City nel 2021

Il 5 giugno 2013 il Daily Telegraph afferma che il Manchester City sia vicino all'accordo con il giocatore brasiliano. Il giorno seguente arriva l'ufficialità del suo acquisto da parte dei Citizens per 40 milioni di euro, con un comunicato pubblicato sul sito ufficiale del club. Il 14 dicembre 2013 realizza i suoi primi due gol con la maglia dei Citizens nella vittoria casalinga per 6-3 contro l'Arsenal. Il 28 febbraio 2016 va a segno nella finale di Football League Cup 2015-2016 contro il Liverpool terminata 1-1 e vince il trofeo ai rigori.
Il 2 febbraio 2020, in occasione della partita contro il Tottenham, taglia il traguardo delle 300 presenze con la maglia degli Sky Blues. Dopo la partenza di David Silva, nel settembre 2020 viene nominato capitano della società inglese.
Il 12 aprile 2022 annuncia la volontà di lasciare i Citizens al termine della stagione e lo fa dopo aver collezionato 372 presenze e 25 reti.

#### Ritorno all'Atlético Paranaense
Il 27 giugno 2022 viene annunciato il suo ritorno all'Athl. Paranaense.

### Nazionale
Ha vinto i Campionati mondiali Under-20 del 2003 con il Brasile, segnando in finale la rete decisiva contro la Spagna all'87'.
Fa il suo esordio ufficiale con la nazionale brasiliana l'11 agosto 2011, in un'amichevole giocata a Stoccarda, contro la nazionale tedesca. Torna in nazionale il 5 marzo 2014 a distanza di due anni dall'ultima apparizione, segnando anche il suo primo goal con la Seleção nell'amichevole vinta per 5-0 contro il Sudafrica.
Convocato per il Mondiale 2014, nella terza partita del primo turno va a segno nella vittoria per 4-1 contro il Camerun, in una manifestazione conclusasi per i brasiliani al quarto posto. Quattro anni dopo viene convocato per il Mondiale 2018, in cui scende in campo in tutte le partite del Brasile, il cui percorso si è arrestato allo stadio dei quarti di finale con la sconfitta 2-1 subita contro il Belgio in cui è stato sfortunato protagonista realizzando un autogol.
Viene poi convocato per la Copa América 2019, in cui gioca le prime due gare della squadra che poi ha vinto il trofeo in finale col Perù.

## Statistiche

### Presenze e reti nei club
Statistiche aggiornate al 8 dicembre 2024.
| Stagione               | Squadra                | Campionato             | Campionato | Campionato | Coppe nazionali | Coppe nazionali | Coppe nazionali | Coppe continentali | Coppe continentali | Coppe continentali | Altre coppe | Altre coppe | Altre coppe | Totale | Totale |
| Stagione               | Squadra                | Comp                   | Pres       | Reti       | Comp            | Pres            | Reti            | Comp               | Pres               | Reti               | Comp        | Pres        | Reti        | Pres   | Reti   |
| ---------------------- | ---------------------- | ---------------------- | ---------- | ---------- | --------------- | --------------- | --------------- | ------------------ | ------------------ | ------------------ | ----------- | ----------- | ----------- | ------ | ------ |
| 2003                   | Atlético-PR            | A1/PR+A                | 2++29      | ?+6        | -               | -               | -               | -                  | -                  | -                  | -           | -           | -           | 31     | 6      |
| 2004                   | Atlético-PR            | A1/PR+A                | ?+41       | ?+9        | -               | -               | -               | -                  | -                  | -                  | -           | -           | -           | 41     | 9      |
| gen. -lug.2005         | Atlético-PR            | A1/PR+A                | ?+2        | ?+0        | -               | -               | -               | CL                 | 9                  | 1                  | -           | -           | -           | 11     | 1      |
| 2005-2006              | Šachtar                | VL                     | 23         | 1          | CU              | 2               | 1               | UCL+CU             | 2+7                | 0+1                | -           | -           | -           | 34     | 3      |
| 2006-2007              | Šachtar                | VL                     | 25         | 1          | CU              | 3               | 0               | UCL+CU             | 7+4                | 2+1                | SU          | 1           | 0           | 40     | 4      |
| 2007-2008              | Šachtar                | VL                     | 29         | 11         | CU              | 3               | 1               | UCL                | 8                  | 0                  | SU          | 1           | 0           | 41     | 12     |
| 2008-2009              | Šachtar                | PL                     | 21         | 5          | CU              | 3               | 0               | UCL+CU             | 8+9                | 2+4                | SU          | 1           | 0           | 42     | 11     |
| 2009-2010              | Šachtar                | PL                     | 24         | 4          | CU              | 2               | 2               | UCL+UEL            | 2+10               | 1+1                | SU          | 1           | 0           | 39     | 8      |
| 2010-2011              | Šachtar                | PL                     | 15         | 3          | CU              | 2               | 0               | UCL                | 2                  | 0                  | SU          | 1           | 0           | 20     | 3      |
| 2011-2012              | Šachtar                | PL                     | 24         | 4          | CU              | 3               | 1               | UCL                | 4                  | 0                  | SU          | 1           | 1           | 32     | 6      |
| 2012-2013              | Šachtar                | PL                     | 23         | 2          | CU              | 4               | 3               | UCL                | 8                  | 1                  | SU          | 1           | 0           | 36     | 6      |
| Totale Šachtar         | Totale Šachtar         | Totale Šachtar         | 184        | 31         |                 | 22              | 8               |                    | 71                 | 13                 |             | 7           | 1           | 284    | 53     |
| 2013-2014              | Manchester City        | PL                     | 33         | 5          | FACup+CdL       | 2+3             | 0               | UCL                | 8                  | 0                  | -           | -           | -           | 46     | 5      |
| 2014-2015              | Manchester City        | PL                     | 33         | 3          | FACup+CdL       | 1+2             | 0               | UCL                | 7                  | 0                  | CS          | 0           | 0           | 43     | 3      |
| 2015-2016              | Manchester City        | PL                     | 33         | 2          | FACup+CdL       | 1+4             | 0+2             | UCL                | 12                 | 2                  | -           | -           | -           | 50     | 6      |
| 2016-2017              | Manchester City        | PL                     | 32         | 2          | FACup+CdL       | 3+0             | 0               | UCL                | 9                  | 1                  | -           | -           | -           | 44     | 3      |
| 2017-2018              | Manchester City        | PL                     | 34         | 5          | FACup+CdL       | 3+3             | 0               | UCL                | 8                  | 0                  | -           | -           | -           | 48     | 5      |
| 2018-2019              | Manchester City        | PL                     | 29         | 1          | FACup+CdL       | 3+1             | 0               | UCL                | 8                  | 0                  | CS          | 1           | 0           | 42     | 1      |
| 2019-2020              | Manchester City        | PL                     | 30         | 0          | FACup+CdL       | 1+2             | 0               | UCL                | 8                  | 0                  | CS          | 0           | 0           | 41     | 0      |
| 2020-2021              | Manchester City        | PL                     | 21         | 0          | FACup+CdL       | 4+4             | 1+0             | UCL                | 7                  | 0                  | -           | -           | -           | 36     | 1      |
| 2021-2022              | Manchester City        | PL                     | 19         | 2          | FACup+CdL       | 4+1             | 0               | UCL                | 8                  | 0                  | CS          | 1           | 0           | 33     | 2      |
| Totale Manchester City | Totale Manchester City | Totale Manchester City | 264        | 20         |                 | 42              | 3               |                    | 75                 | 3                  |             | 2           | 0           | 383    | 26     |
| lug. -dic.2022         | Atlético-PR            | A1/PR+A                | 0+13       | 0+1        | CB              | 2               | 0               | CL                 | 5                  | 0                  | -           | -           | -           | 20     | 1      |
| 2023                   | Atlético-PR            | A1/PR+A                | 15+25      | 1+1        | CB              | 5               | 1               | CL                 | 6                  | 1                  | -           | -           | -           | 51     | 4      |
| 2024                   | Atlético-PR            | A1/PR+A                | 11+25      | 2+2        | CB              | 3               | 2               | CS                 | 7                  | 2                  | -           | -           | -           | 46     | 8      |
| Totale Atlético-PR     | Totale Atlético-PR     | Totale Atlético-PR     | 28++135    | 3++19      |                 | 10              | 3               |                    | 27                 | 4                  |             | -           | -           | 200+   | 29+    |
| Totale carriera        | Totale carriera        | Totale carriera        | 611+       | 73+        |                 | 74              | 14              |                    | 173                | 20                 |             | 9           | 1           | 867+   | 108+   |

### Cronologia presenze e reti in nazionale
| Cronologia completa delle presenze e delle reti in nazionale ― Brasile | Cronologia completa delle presenze e delle reti in nazionale ― Brasile | Cronologia completa delle presenze e delle reti in nazionale ― Brasile | Cronologia completa delle presenze e delle reti in nazionale ― Brasile | Cronologia completa delle presenze e delle reti in nazionale ― Brasile | Cronologia completa delle presenze e delle reti in nazionale ― Brasile | Cronologia completa delle presenze e delle reti in nazionale ― Brasile | Cronologia completa delle presenze e delle reti in nazionale ― Brasile |
| Data                                                                   | Città                                                                  | In casa                                                                | Risultato                                                              | Ospiti                                                                 | Competizione                                                           | Reti                                                                   | Note                                                                   |
| ---------------------------------------------------------------------- | ---------------------------------------------------------------------- | ---------------------------------------------------------------------- | ---------------------------------------------------------------------- | ---------------------------------------------------------------------- | ---------------------------------------------------------------------- | ---------------------------------------------------------------------- | ---------------------------------------------------------------------- |
| 10-8-2011                                                              | Stoccarda                                                              | Germania                                                               | 3 – 2                                                                  | Brasile                                                                | Amichevole                                                             | -                                                                      | 70’                                                                    |
| 5-9-2011                                                               | Londra                                                                 | Brasile                                                                | 1 – 0                                                                  | Ghana                                                                  | Amichevole                                                             | -                                                                      | 46’                                                                    |
| 12-10-2011                                                             | Torreón                                                                | Messico                                                                | 1 – 2                                                                  | Brasile                                                                | Amichevole                                                             | -                                                                      |                                                                        |
| 14-11-2011                                                             | Ar Rayyan                                                              | Brasile                                                                | 2 – 0                                                                  | Egitto                                                                 | Amichevole                                                             | -                                                                      | 76’                                                                    |
| 28-2-2012                                                              | San Gallo                                                              | Brasile                                                                | 2 – 1                                                                  | Bosnia ed Erzegovina                                                   | Amichevole                                                             | -                                                                      |                                                                        |
| 5-3-2014                                                               | Johannesburg                                                           | Sudafrica                                                              | 0 – 5                                                                  | Brasile                                                                | Amichevole                                                             | 1                                                                      |                                                                        |
| 6-6-2014                                                               | San Paolo                                                              | Brasile                                                                | 1 – 0                                                                  | Serbia                                                                 | Amichevole                                                             | -                                                                      | 65’                                                                    |
| 23-6-2014                                                              | Brasilia                                                               | Camerun                                                                | 1 – 4                                                                  | Brasile                                                                | Mondiali 2014 - 1º turno                                               | 1                                                                      | 46’                                                                    |
| 28-6-2014                                                              | Belo Horizonte                                                         | Brasile                                                                | 1 – 1                                                                  | Cile                                                                   | Mondiali 2014 - Ottavi di finale                                       | -                                                                      | 72’                                                                    |
| 4-7-2014                                                               | Fortaleza                                                              | Brasile                                                                | 2 – 1                                                                  | Colombia                                                               | Mondiali 2014 - Quarti di finale                                       | -                                                                      |                                                                        |
| 8-7-2014                                                               | Belo Horizonte                                                         | Brasile                                                                | 1 – 7                                                                  | Germania                                                               | Mondiali 2014 - Semifinale                                             | -                                                                      | 46’                                                                    |
| 12-7-2014                                                              | Brasilia                                                               | Brasile                                                                | 0 – 3                                                                  | Paesi Bassi                                                            | Mondiali 2014 - Finale 3º posto                                        | -                                                                      | 46’ 54’                                                                |
| 5-9-2014                                                               | Miami Gardens                                                          | Brasile                                                                | 1 – 0                                                                  | Colombia                                                               | Amichevole                                                             | -                                                                      | 46’                                                                    |
| 9-9-2014                                                               | East Rutherford                                                        | Brasile                                                                | 1 – 0                                                                  | Ecuador                                                                | Amichevole                                                             | -                                                                      | 74’                                                                    |
| 12-11-2014                                                             | Istanbul                                                               | Turchia                                                                | 0 – 4                                                                  | Brasile                                                                | Amichevole                                                             | -                                                                      | 73’                                                                    |
| 18-11-2014                                                             | Vienna                                                                 | Austria                                                                | 1 – 2                                                                  | Brasile                                                                | Amichevole                                                             | -                                                                      | 82’                                                                    |
| 26-3-2015                                                              | Saint-Denis                                                            | Francia                                                                | 1 – 3                                                                  | Brasile                                                                | Amichevole                                                             | -                                                                      | 90’                                                                    |
| 29-3-2015                                                              | Londra                                                                 | Brasile                                                                | 1 – 0                                                                  | Cile                                                                   | Amichevole                                                             | -                                                                      | 84’                                                                    |
| 7-6-2015                                                               | San Paolo                                                              | Brasile                                                                | 2 – 0                                                                  | Messico                                                                | Amichevole                                                             | -                                                                      |                                                                        |
| 10-6-2015                                                              | Porto Alegre                                                           | Brasile                                                                | 1 – 0                                                                  | Honduras                                                               | Amichevole                                                             | -                                                                      |                                                                        |
| 14-6-2015                                                              | Temuco                                                                 | Brasile                                                                | 2 – 1                                                                  | Perù                                                                   | Coppa America 2015                                                     | -                                                                      |                                                                        |
| 17-6-2015                                                              | Santiago del Cile                                                      | Brasile                                                                | 0 – 1                                                                  | Colombia                                                               | Coppa America 2015 - 1º turno                                          | -                                                                      | 33’                                                                    |
| 21-6-2015                                                              | Santiago del Cile                                                      | Brasile                                                                | 2 – 1                                                                  | Venezuela                                                              | Coppa America 2015 - 1º turno                                          | -                                                                      |                                                                        |
| 27-6-2015                                                              | Concepción                                                             | Brasile                                                                | 1 – 1 (3 – 4 dtr)                                                      | Paraguay                                                               | Coppa America 2015 - Quarti di finale                                  | -                                                                      |                                                                        |
| 5-9-2015                                                               | Harrison                                                               | Brasile                                                                | 1 – 0                                                                  | Costa Rica                                                             | Amichevole                                                             | -                                                                      | 74’                                                                    |
| 8-9-2015                                                               | Foxborough                                                             | Stati Uniti                                                            | 1 – 4                                                                  | Brasile                                                                | Amichevole                                                             | -                                                                      | 65’                                                                    |
| 17-11-2015                                                             | Salvador                                                               | Brasile                                                                | 3 – 0                                                                  | Perù                                                                   | Qual. Mondiali 2018                                                    | -                                                                      | 78’                                                                    |
| 25-3-2016                                                              | Recife                                                                 | Brasile                                                                | 2 – 2                                                                  | Uruguay                                                                | Qual. Mondiali 2018                                                    | -                                                                      | 66’                                                                    |
| 29-3-2016                                                              | Asunción                                                               | Paraguay                                                               | 2 – 2                                                                  | Brasile                                                                | Qual. Mondiali 2018                                                    | -                                                                      | 46’                                                                    |
| 6-10-2016                                                              | Natal                                                                  | Brasile                                                                | 5 – 0                                                                  | Bolivia                                                                | Qual. Mondiali 2018                                                    | -                                                                      |                                                                        |
| 11-10-2016                                                             | Mérida                                                                 | Venezuela                                                              | 0 – 2                                                                  | Brasile                                                                | Amichevole                                                             | -                                                                      |                                                                        |
| 10-11-2016                                                             | Belo Horizonte                                                         | Brasile                                                                | 3 – 0                                                                  | Argentina                                                              | Qual. Mondiali 2018                                                    | -                                                                      | 6’                                                                     |
| 15-11-2016                                                             | Lima                                                                   | Perù                                                                   | 0 – 2                                                                  | Brasile                                                                | Qual. Mondiali 2018                                                    | -                                                                      | cap.                                                                   |
| 23-3-2017                                                              | Montevideo                                                             | Uruguay                                                                | 1 – 4                                                                  | Brasile                                                                | Qual. Mondiali 2018                                                    | .                                                                      | 82’                                                                    |
| 9-6-2017                                                               | Melbourne                                                              | Brasile                                                                | 0 – 1                                                                  | Argentina                                                              | Qual. Mondiali 2018                                                    | -                                                                      |                                                                        |
| 13-6-2017                                                              | Melbourne                                                              | Australia                                                              | 0 – 4                                                                  | Brasile                                                                | Amichevole                                                             | -                                                                      | 73’                                                                    |
| 5-9-2017                                                               | Barranquilla                                                           | Colombia                                                               | 1 – 1                                                                  | Brasile                                                                | Qual. Mondiali 2018                                                    | -                                                                      |                                                                        |
| 5-10-2017                                                              | La Paz                                                                 | Bolivia                                                                | 0 – 0                                                                  | Brasile                                                                | Qual. Mondiali 2018                                                    | -                                                                      | 82’                                                                    |
| 10-10-2017                                                             | San Paolo                                                              | Brasile                                                                | 3 – 0                                                                  | Cile                                                                   | Qual. Mondiali 2018                                                    | -                                                                      | 82’                                                                    |
| 10-11-2017                                                             | Lilla                                                                  | Giappone                                                               | 1 – 3                                                                  | Brasile                                                                | Amichevole                                                             | -                                                                      |                                                                        |
| 14-11-2017                                                             | Londra                                                                 | Inghilterra                                                            | 0 – 0                                                                  | Brasile                                                                | Amichevole                                                             | -                                                                      | 68’                                                                    |
| 27-3-2018                                                              | Berlino                                                                | Germania                                                               | 0 – 1                                                                  | Brasile                                                                | Amichevole                                                             | -                                                                      |                                                                        |
| 3-6-2018                                                               | Liverpool                                                              | Brasile                                                                | 2 – 0                                                                  | Croazia                                                                | Amichevole                                                             | -                                                                      | 46’                                                                    |
| 10-6-2018                                                              | Vienna                                                                 | Austria                                                                | 0 – 3                                                                  | Brasile                                                                | Amichevole                                                             | -                                                                      | 61’                                                                    |
| 17-6-2018                                                              | Rostov                                                                 | Brasile                                                                | 1 – 1                                                                  | Svizzera                                                               | Mondiali 2018 - 1º turno                                               | -                                                                      | 60’                                                                    |
| 22-6-2018                                                              | San Pietroburgo                                                        | Brasile                                                                | 2 – 0                                                                  | Costa Rica                                                             | Mondiali 2018 - 1º turno                                               | -                                                                      | 90+3’                                                                  |
| 27-6-2018                                                              | Mosca                                                                  | Serbia                                                                 | 0 – 2                                                                  | Brasile                                                                | Mondiali 2018 - 1º turno                                               | -                                                                      | 66’                                                                    |
| 2-7-2018                                                               | Samara                                                                 | Brasile                                                                | 2 – 0                                                                  | Messico                                                                | Mondiali 2018 - Ottavi di finale                                       | -                                                                      | 80’                                                                    |
| 6-7-2018                                                               | Kazan'                                                                 | Brasile                                                                | 1 – 2                                                                  | Belgio                                                                 | Mondiali 2018 - Quarti di finale                                       | -                                                                      | 85’                                                                    |
| 6-6-2019                                                               | Brasilia                                                               | Brasile                                                                | 2 – 0                                                                  | Qatar                                                                  | Amichevole                                                             | -                                                                      | 66’                                                                    |
| 9-6-2019                                                               | Porto Alegre                                                           | Brasile                                                                | 7 – 0                                                                  | Honduras                                                               | Amichevole                                                             | -                                                                      | 46’                                                                    |
| 14-6-2019                                                              | San Paolo                                                              | Brasile                                                                | 3 – 0                                                                  | Bolivia                                                                | Coppa America 2019 - 1º turno                                          | -                                                                      |                                                                        |
| 18-6-2019                                                              | Salvador                                                               | Brasile                                                                | 0 – 0                                                                  | Venezuela                                                              | Coppa America 2019 - 1º turno                                          | -                                                                      | 57’                                                                    |
| Totale                                                                 |                                                                        | Presenze                                                               | 53                                                                     |                                                                        | Reti                                                                   | 2                                                                      |                                                                        |

## Palmarès

### Club

#### Competizioni statali
- Copa Paraná: 1

Athletico Paranaense: 2003
- Campeonato Paranaense: 2

Athletico Paranaense: 2005, 2023

#### Competizioni nazionali
- Campionato ucraino: 6

Shakhtar Donetsk: 2005-2006, 2007-2008, 2009-2010, 2010-2011, 2011-2012, 2012-2013
- Coppa d'Ucraina: 4

Shakhtar Donetsk: 2007-2008, 2010-2011, 2011-2012, 2012-2013
- Supercoppa d'Ucraina: 3

Shakhtar Donetsk: 2008, 2010, 2012
- Coppa di Lega inglese: 6 (record condiviso con Sergio Agüero)

Manchester City: 2013-2014, 2015-2016, 2017-2018, 2018-2019, 2019-2020, 2020-2021
- Campionato inglese: 5

Manchester City: 2013-2014, 2017-2018, 2018-2019, 2020-2021, 2021-2022
- Community Shield: 2

Manchester City: 2018, 2019
- Coppa d'Inghilterra: 1

Manchester City: 2018-2019

#### Competizioni internazionali
- Coppa UEFA: 1

Shakhtar Donetsk: 2008-2009

### Nazionale

#### Competizioni giovanili
- Campionato mondiale Under-20: 1

Emirati Arabi Uniti 2003

#### Competizioni maggiori
- Coppa America: 1

Brasile 2019